# روند سوسیالیستی کومله
روند سوسیالیستی کومله (به کُردی: ڕه‌وتی سۆسیالیستی کۆمه‌ڵه) یک سازمان سیاسی چپ در کردستان ایران بود که با مشی سیاسی سوسیالیستی علیه نظام جمهوری اسلامی ایران فعالیت می‌کرد. این سازمان در سال ۲۰۰۹ در نتیجۀ انشعاب از کومله سازمان کردستان حزب کمونیست ایران تأسیس شد و در ۲۰۲۲ پس از طی شدن روند مذاکرات بار دیگر در این حزب ادغام شد.
روند سوسیالیستی کومله در ابتدا به عنوان فراکسیونی در درون کومله سازمان کردستان حزب کمونیست ایران شکل گرفت. با این وجود اختلاف دیدگاه میان دو گروه تشدید شد. روند سوسیالیستی کومله دیدگاه‌های کومله را رفرمیستی می‌دانست. در مقابل کومله سازمان کردستان حزب کمونیست ایران نیز رأی به کنار گذاشتن اعضای فراکسیون روند سوسیالیستی کومله از حزب کمونیست ایران و کومله دانست.

## وحدت مجدد
روابط میان روند سوسیالیستی کومله و کومله سازمان کردستان حزب کمونیست ایران در مدت جدایی این دو سازمان کمابیش برقرار بود. در سال ۱۳۹۶ و در جریان هماهنگی برای برگزاری کنگرۀ ملی کُردستان که بنا بود به دعوت عبدالله اوجالان و کمیتۀ صلح برای کُردستان در چارچوب پروژۀ صلح برگزار شود، روند سوسیالیستی کومله در جلسات مشترک با کومله سازمان کردستان حزب کمونیست ایران، کمیتۀ کردستانِ حزب کمونیست کارگری ایران و کمیتۀ کردستان حزب حکمتیست حضور داشت.
کمیتۀ مرکزی منتخب کنگرۀ هفدهم کومله سازمان کردستان حزب کمونیست ایران طی پلنوم نهم خود که در تاریخ ٢٨ تیر ١۴۰۰ برگزار شد در قطعنامه‌ای رسمی تصمیم قبلی خود مبنی بر کنار گذاشتن اعضای فراکسیون روند سوسیالیستی کومله از حزب کمونیست ایران و کومله را اشتباه اعلام کرد. کنگرۀ هجدهم کومله در دی ۱۴۰۰ نیز بار دیگر این قطعنامه را مورد تأیید قرار داد و کمیتۀ مرکزی را مؤطف کرد که با هدف ایجاد یک قطب چپ در کردستان با روند سوسیالیستی کومله به بحث و مذاکره بپردازد و در صورت امکان اتحاد برقرار کند. در پاسخ روند سوسیالیستی کومله نیز با انتشار اطلاعیه‌ای از این تصمیم پلنوم استقبال کرد و برای ورود به دیالوگ با این حزب اعلام آمادگی نمود. به دنبال آن در ۱۶ اردیبهشت ۱۴۰۱ نامه‌ای سرگشاده از سوی کمیتۀ‌ مرکزی کومله سازمان کردستان حزب کمونیست ایران خطاب به روند سوسیالیستی کومله منتشر شد و تصمیم به اتحاد به صورت رسمی به اطلاع افکار عمومی و روند سوسیالیستی کومله رسید. سه روز بعد روند سوسیالیستی کومله با انتشار نامۀ سرگشادۀ دیگری خطاب به کومله سازمان کردستان حزب کمونیست ایران، از این دعوت استقبال و آمادگی خود را برای به نتیجه رساندن این پروسه اعلام کرد. در نهایت در خرداد ۱۴۰۱ دو جریان روند سوسیالیستی کومله و کومله سازمان کردستان حزب کمونیست ایران با انتشار بیانیه‌ای مشترک از وحدت سیاسی و تشکیلاتی خود با یکدیگر خبر دادند.

## اعضا
از جمله اعضای روند سوسیالیستی کومله می‌توان به ساعد وطن‌دوست، یوسف اردلان، محمدامین حسامی، جعفر امین‌زاده و شهلا حیدری اشاره کرد.

## رسانه
روند سوسیالیستی کومله دارای یک تلویزیون اینترنتی بود که صدای کارگر نام داشت.

## برخی مواضع
در شهریور ۱۳۹۱ که امضای توافقنامه‌ای بين حزب دمکرات کردستان ایران و حزب کومله کردستان ایران برای مبنا قرار دادن خواست فدرالیسم برای اتحاد دو حزب باعث جنجال و مباحثات دربارۀ مسئلۀ ملی در رسانه‌ها و شبکه‌های اجتماعی شد، روند سوسیالیستی کومله ضمن استقبال از اصل گفتگو و توافق میان احزاب فعال در کردستان با ارائۀ‌ تحلیلی در این رابطه موضعی انتقادی در قبال هر دو گروه گرفت. روند سوسیالیستی ايران را کشوری چندمليتی و برآمده از بقايای يک امپراتوری دانست که گروه‌های مختلف مردم در آن از حق تعیین سرنوشت برخوردارند و باید آزادانه و با استفاده از روش‌های متمدنانه‌ای مانند رفراندوم خواست خود را روشن سازند و در مورد هر گروه معین از مردم کسی به جز خود آن مردم حق دسته‌بندی کردن آنان بر اساس نظريه‌های مختلف را ندارد. روند سوسیالیستی کومله از یک سو منتقدان ملی‌گرای ایرانی را که اتهاماتی همچون تجزیه‌طلبی، نقض تمامیت ارضی و وابستگی به عوامل خارجی را علیه این توافق مطرح کردند، جریان‌هایی تمامیت‌خواه با تفکر شوونیستی دانست که حاضر نیستند بپذیرند که یک قرن پس از رضاشاه دیگر با «طوايف و اقوام» روبه‌رو نیستند، بلکه با مردمی مواجه‌اند که یک قرن برای دموکراسی با استبداد و ستم ملی مبارزه کرده‌اند و منتقدان ملی‌گرایی که همچنان به انکار این جریان می‌پردازند هنوز به «بلوغ سیاسی لازم» برای حل مسئلۀ ملی از طریق راه حل‌های متمدنانه نرسیده‌اند. از سوی دیگر نیز دو حزب کومله و دموکرات را متهم ساخت که صرفاً در راستای وارد شدن ناشیانه به بازی آلترناتیوسازی اپوزیسیون خارج‌نشین و اتحاد عمل با جریانات ملی‌گرای ایرانی که نه به دنبال دموکراسی، بلکه تنها به دنبال «توهم بازسازی عظمت‌طلبی ایرانی»‌اند هستند و می‌خواهند خودشان را به ملی‌گرایان ایرانی به عنوان «نمایندگان ملت کُرد»‌ بقبولانند و انحصار ایجاد کنند. روند سوسیالیستی کومله، کومله و دموکرات را به عنوان طرف ضعیف بازی دچار نوعی «دورویی سیاسی» دانست که در نتیجۀ استفادۀ نیروهای دستۀ اول از «چماق تجزه‌طلبی» برای سرکوب هر «تحولی در ساختار استبدادی» به وجود آمده و سبب شده تا این احزاب با انکار مداوم تجزیه‌طلب بودن این عنوان را به «شمشیر داموکلس» بر سر مردم کُرد تبدیل کرده و به «شریک جرم» نیروهای شونیست دستۀ‌اول تبدیل بشوند. روند سوسیالیستی کومله در این بیانیه ضمن اعلام مسئلۀ ستم ملی به عنوان واقعیتی انکارناپذیر و حمایت از راهکارهای متمدنانه و دموکراتیک برای حل آن و دوری از «هيستری‌های غير قابل کنترل»، اعلام کرد که «اکثریت جامعۀ ایرانی با تمام تنوعاتش» را دارای پتانسیل بالایی از عقلانیت سیاسی می‌داند که می‌تواند به دور از تعصبات و در فضایی سالم دربارۀ این مسائل به بحث بپردازد.
روند سوسیالیستی کومله در شهریور ۱۳۹۷ با انتشار اعلامیه‌ای حملات موشکی جمهوری اسلامی ایران به مقر دو حزب دموکرات کردستان و دموکرات کردستان ایران را که به کشته شدن ۱۶ و زخمی شدن ۴۰ نفر منجر شد محکوم کرد.
در مهر ۱۳۹۸ همزمان با حمله نظامی ترکیه به کردستان سوریه، روند سوسیالیستی کومله با انتشار اطلاعیه‌ای ضمن هشدار نسبت به پاکسازی قومی کُردها توسط ارتش ترکیه و تغییر دموگرافی منطقه، این حمله را نتیجۀ خیانت آمریکا به کُردها و تلاش ترکیه برای رها کردن خود از بحران‌های داخلی دانست و خواستار اتحاد کُردها در برابر حملات حکومت ترکیه شد.
در آبان ۱۳۹۸ همزمان با اعتراضات سراسری مردم ایران ضمن اعلام مخالفت با فشار اقتصادی حکومت بر مردم و محکوم کردن سرکوب و کشتن مخالفان، حمایت خود را با اعتراضات مردم اعلام کرد و مبارزات آنان را برحق نامید.
در آذر ۱۳۹۸ روند سوسیالیستی کومله حادثه تالار عروسی مانگه‌شه‌و در سقز را که به کشته شدن ١٢ و زخمی شدن ۳۸ نفر انجامید، به خانواده‌های جانباختگان و مردم سقز تسلیت گفت و برای زخمی‌شدگان آرزوی سلامتی کرد.
در بهمن ۱۳۹۸ روند سوسیالیستی کومله با انتشار اطلاعیه‌ای انتخابات مجلس یازدهم را فرمایشی خواند و از مردم ایران خواست که در این انتخابات شرکت نکنند. پس از انتخابات نیز که با کمترین میزان مشارکت در تاریخ ادوار انتخابات مجلس شورای اسلامی همراه بود و برخی مسئولان علت آن را به همه‌گیری کرونا مربوط دانستند، روند سوسیالیستی کومله این نتیجه را نشان‌دهندۀ فقدان مشروعیت جمهوری اسلامی در میان مردم ایران و علت پایین بودن مشارکت را «نه ویروس کرونا، بلکه ویروسی به اسم جمهوری اسلامی» دانست.
در اردیبهشت ۱۳۹۹ روند سوسیالیستی کومله با انتشار اعلامیه‌ای ضمن ارائۀ‌ تحلیلی از وضع اقتصاد ایران و جهان به‌ویژه در دورۀ همه‌گیری کرونا اول ماه مه روز جهانی کارگر را فرصتی برای اتحاد کارگران اعلام کرد.
در شهریور ۱۳۹۹ روند سوسیالیستی کومله اعدام نوید افکاری توسط جمهوری اسلامی را اقدامی جنایتکارانه و نشان‌دهندۀ ترس حکومت از خیزش دوبارۀ مردم دانست و آن را محکوم کرد.
در اسفند ۱۳۹۹ روند سوسیالیستی کومله از اعتراضات مردم بلوچستان ایران به کشتار سوخت‌بران بلوچ در سراوان حمایت کرد و ضمن محکوم نمودن کشتار سوخت‌بران و سرکوب مردم معترض خواهان سازماندهی اعتصاب عمومی برای دفاع از آزادی و برابری مردم بلوچستان شد.
در اسفند ۱۳۹۹ روند سوسیالیستی کومله به مناسبت ۸ مارس روز جهانی زن بیانیه‌ای منتشر کرد و ضمن حمایت از مطالبات مدنی زنان ایران و خواست آزادی و برابری جنسیتی، زنان ایران را از انگیزه‌ای قوی برای مبارزه علیه نظام جمهوری اسلامی ایران برخوردار دانست.
در فروردین ۱۴۰۰ روند سوسیالیستی کومله با انتشار بیانیه‌ای به مناسبت روز جهانی کارگر ضمن تحلیل اوضاع سیاسی خواستار همبستگی طبقۀ کارگر در این روز به عنوان نمادی برای آزادی ايران و سرنگونی نظام سرمايه‌داری شد.
در خرداد ۱۴۰۰ روند سوسیالیستی کومله با انتشار بیانیه‌ای انتخابات‌های ریاست جمهوری و شوراهای شهر و روستا را نمایشی خوانده و اعلام کرد که این بار انتخاب نه بین بد و بدتر، بلکه بر سر بدترین است و ابراهیم رئیسی به عنوان نامزد مطلوب سید علی خامنه‌ای برندۀ بلامنازع انتخابات خواهد بود و از مردم ایران خواست این انتخابات را تحریم کنند.
در مرداد ۱۴۰۰ و به دنبال ترور موسی باباخانی از اعضای کمیتۀ مرکزی حزب دموکرات کردستان، روند سوسیالیستی کومله با انتشار بیانیه‌ای جمهوری اسلامی را مسئول این ترور دانست و ضمن محکوم کردن این اقدام خواستار شناسایی و محاکمۀ عوامل آن شد.
در شهریور ۱۴۰۰ همزمان با بمباران مناطق مرزی اقلیم کردستان عراق در روز ١٨ شهريور توسط نیروهای سپاه پاسداران انقلاب اسلامی، روند سوسیالیستی کومله با انتشار بیانیه‌ای ضمن اشاره به همدستی حکومت ترکیه در این حملات از «به آتش کشيدن مزارع و اموال مردم منطقه» خبر داد و این حملات را محکوم کرد.
در اسفند ۱۴۰۰ روند سوسیالیستی کومله با انتشار بیانیه‌ای به مناسبت روز جهانی زن با انتقاد از تبعیض و ستم جنسیتی علیه زنان در ایران به مبارزات زنان و دیگر گروه‌های مردم اشاره کرد و جمهوری اسلامی را دست به گریبان با بحران‌های متعدد و در سراشیبی سقوط دانست.
در اردیبهشت ۱۴۰۱ روند سوسیالیستی کومله با انتشار بیانیه‌ای به مناسبت روز جهانی کارگر، به بیان مسائلی دربارۀ بحران سرمایه‌داری جهانی و نیز انتقاد از فقر، شکاف طبقاتی و استثمار در ایران تحت حاکمیت جمهوری اسلامی پرداخت.